# Православ'я в Черкаській області

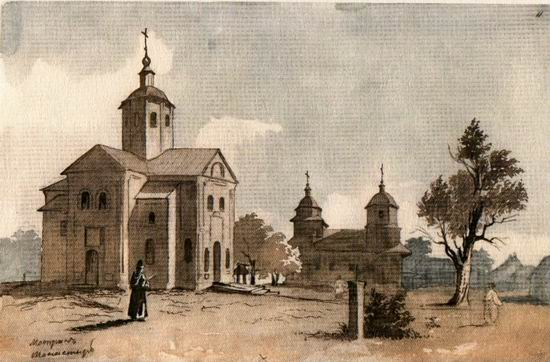
Мотрин монастир. Т. Г. Шевченко. Акварель, 1845 рік.

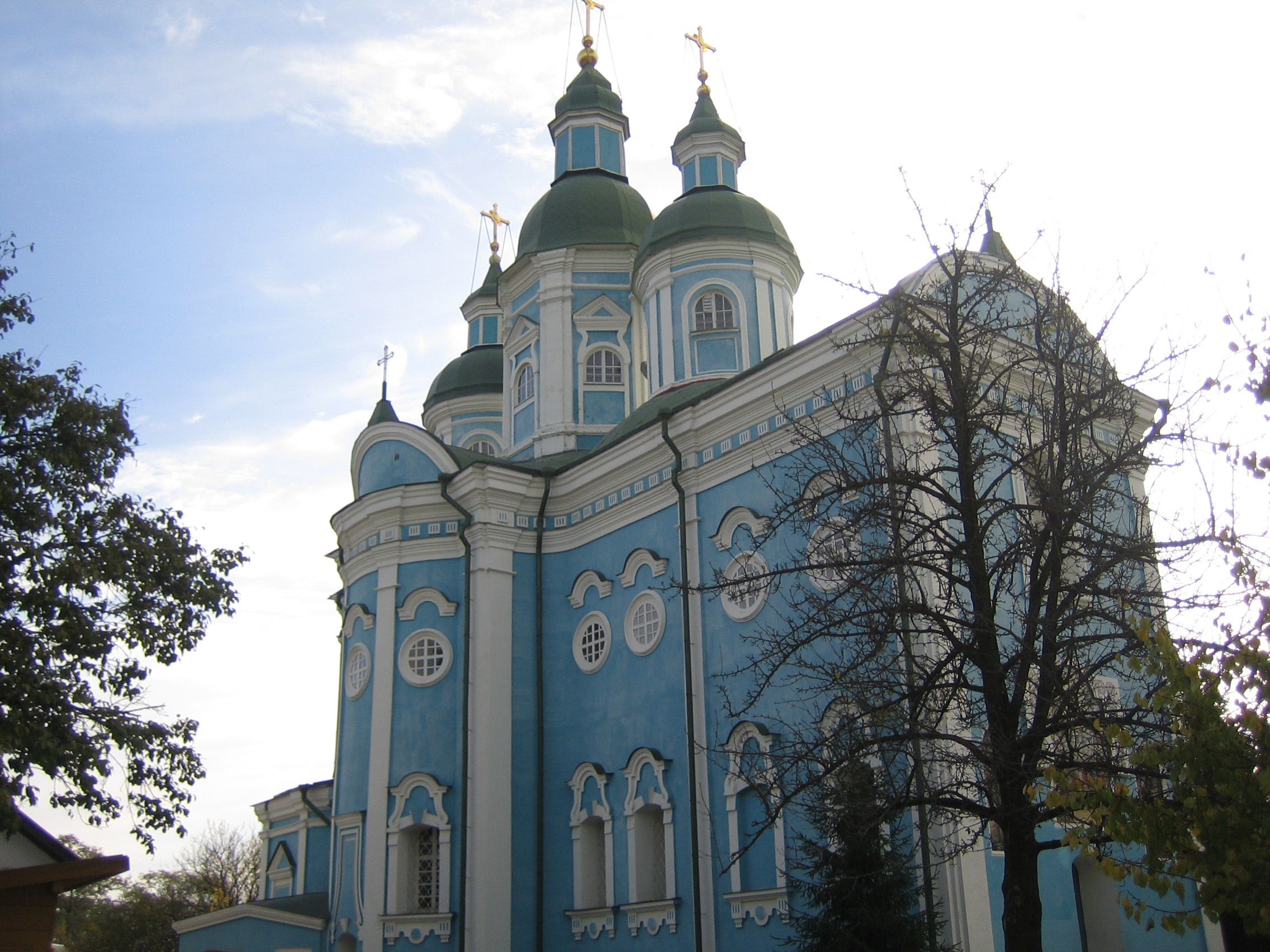
Спасо-Преображенський собор Красногірського монастиря.

Православ'я на території сучасної Черкаської області з'явилося у часи Київської Русі, із введенням християнства св. князем Володимиром Великим у 988 році. Православна церква відтоді почала швидко зростати і здобувати вплив. Існують відомості про засування у Каневі єпископської кафедри у домонгольський період. Тоді ж було споруджено Зарубський монастир, Георгіївський та Успенський собор у Каневі. Останній зберігся до наших днів і є цінною історико-культурною пам'яткою. У 1383 на невеликий період була створена Звенигородська єпархія. Згодом територія регіону відносилася до Київської єпархії Константинопольського патріархату. Після перепідпорядкування Київської митрополії Московському патріархату тут у 19 і на початку 20 століття було створено низку кафедр: Чигиринський вікаріат (згодом — самостійна єпархія), Уманський вікаріат (згодом єпархія), Канівський вікаріат (згодом єпархія), Черкаська єпархія та Звенигородський вікаріат. Перші чотири єпархії були зліквідовані під час гонінь 1930-х років, а Звенигородський вікаріат існував із перервами як титулярна кафедра Московської єпархії (єпископи Звенигородські були представниками РПЦ при Антиохійському патріархові до 1995 року). Під час Другої світової війни тут діяли Чигиринська та Уманська єпархії Української автокефальної православної церкви.
Нині на території області знаходяться дві єпархії Української православної церкви (Московського патріархату) — Черкаська і Уманська. Черкаську очолює митрополит Софроній (Дмитрук), відомий своїми націоналістичними і проавтокефальними поглядами, а кафедральними соборами єпархії є Михайлівський та Різдва Богородиці у Черкасах. Уманську очолює єпископ Антоній (Боровик), а кафедральним собором є Миколаївський в Умані. Станом на 1 січня 2010 року Українська православна церква мала на території області 528 парафій, 6 монастирів (за даними офіційного сайту церкви їх дев'ять) із 227 ченцями і черницями, 243 священнослужителя, 118 недільних шкіл, 4 періодичні видання. Православна церква України має одну єпархію, яку очолює архієпископ Черкаський і Чигиринський Іоанн (Яременко), а кафедральним собором є Свято-Троїцький у Черкасах. 1 січня 2010 року єпархія налічувала 167 парафій, жодного монастиря, 84 священнослужителя, 33 недільні школи, мала 1 періодичне видання та офіційний сайт. Українська автокефальна православна церква 1 січня 2010 року мала 54 парафії із 19 священнослужителями та 10 недільних шкіл, ще три парафії належали іншим православним релігійним організаціям.
Найвідомішими православними святими області є священномученик Макарій Переяславський, мученик Даниїл Мліївський, святитель Софроній Іркутський, та собор 144 новомучеників і сповідників Черкаських. Найвідоміші монастирі — Красногірський та Мотронинський.

## Історія
Православ'я на території сучасної Черкаської області з'явилося у часи Київської Русі, куди входили ці землі, із введенням візантійського християнства св. князем Володимиром Великим у 988 році. Православна церква відтоді почала швидко зростати і здобувати вплив.

### Канівська єпархія
На території Черкащини були збудовані Зарубський монастир і Георгіївський собор у Каневі, існують відомості про існування у Каневі у домонгольський період єпископської кафедри. У 1144 році в Каневі споруджено Успенський собор, який зберігся до наших днів і є цінною історико-культурною пам'яткою.

### Звенигородська єпархія
Після татаро-монгольської навали Православ'я в регіоні, як і все інше, почало занепадати. Та, попри це, у 14 столітті починається поступове відродження життя. У цей час Черкаси із прилягаючими територіями, як і більшість українських земель, переходять під зверхність Великого князівства Литовського.
У 1383 році була створена Звенигородська єпархія, яка, утім невдовзі припинила існування — у 1391 році. Її очолював єпископ Даниїл. Центром було місто Звенигородка.

### У складі Київської єпархії Константинопольського патріархату
У 15 столітті на Черкащині з'явилися перші поселення козаків, що спричинило поступове відродження Православної церкви на цих територіях. Чигирин був центром Української козацької держави, що виникла після визвольної боротьби Богдана Хмельницького. Київські митрополити часто перебували під захистом козаків у місті Чигирин, зокрема під час конфліктів з Москвою (митрополит Йосиф (Нелюбович-Тукальський)). У цей час і згодом Черкащина знаходилася у юрисдикції Київської єпархії.
Існують відомості про відновлення у 1681 році самостійної Звенигородської єпархії, але того ж року вона була ліквідована. Її очолював Микита (Тотемський) (6 листопада 1681 — 24 грудня 1681).

### У складі Московського патріархату
Після підпорядкування Київської митрополії Московському патріархату землі Черкащини опинилися в юрисдикції Російської православної церкви. Вони продовжували підпорядковуватися Київській митрополії, а після її ліквідації Київській єпархії. Водночас, у 19 і на початку 20 століття було відрито ряд вікаріатів із кафедрами у містах нинішньої Черкаської області.

#### Чигиринський вікаріат і єпархія
Був установлений як вікаріат Київської єпархії 16 жовтня 1799 року (за іншими даними у 1800). 16 листопада 1911 вікаріат був перетворений на єпархію, яка припинила існування під час комуністичних гонінь на Церкву у 1920-х.
Ієрархія вікаріату:
- Феофан (Шиянов-Чернявський) (12 лютого 1800 — 25 січня 1807)
- Іриней (Фальковський) (24 лютого 1807 — 7 лютого 1812, 6 липня 1813 — 29 квітня 1823)
- Афанасій (Протопопов) (20 липня 1823 — 13 жовтня 1826)
- Мелетій (Леонтович) (21 листопада 1826 — 21 квітня 1828)
- Кирил (Куницький) (13 травня 1828 — 5 січня 1835)
- Володимир (Алявдін) (20 січня 1835 — 26 вересня 1836)
- Святитель Іннокентій (Борисов) (21 листопада 1837 — 8 березня 1841)
- Єремія (Соловйов) (6 квітня 1841 — 2 січня 1843)
- Варлаам (Успенський) (31 січня 1843 — 30 червня 1845)
- Аполлінарій (Вигилянський) (15 серпня 1845 — 10 січня 1858)
- Антоній (Амфітеатров) (30 березня 1858 — 31 жовтня 1859)
- Серафим (Аретинський) (10 січня 1860 — 4 січня 1865)
- Порфирій (Успенський) (14 лютого 1865 — 31 грудня 1877) Свято-Троїцький храм Мотронинського монастиря, сучасний вигляд.

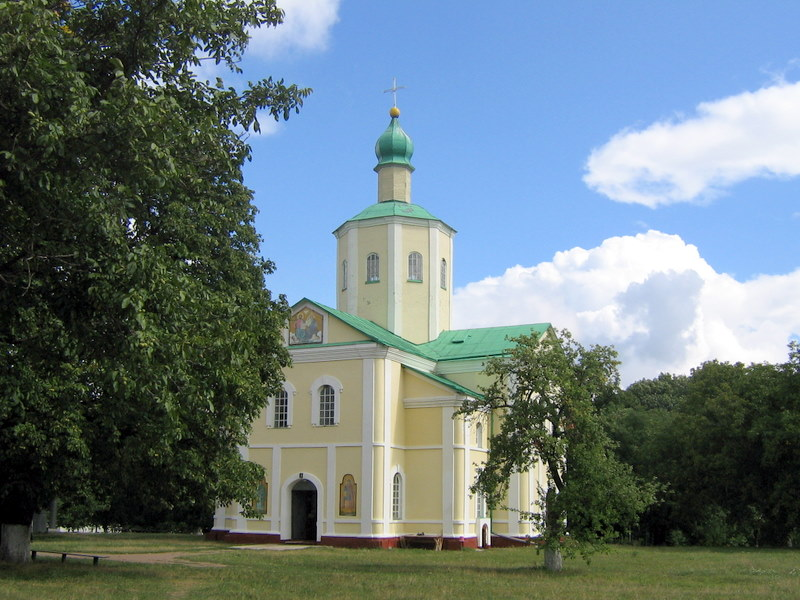
Свято-Троїцький храм Мотронинського монастиря, сучасний вигляд.

- Іоанн (Жданов) (4 лютого 1878 — 14 січня 1883)
- Віталій (Іосифов) (20 лютого 1883 — 11 травня 1885)
- Ієронім (Екземплярський) (3 листопада 1885 — 3 червня 1890)
- Іриней (Орда) (12 липня 1890 — 19 грудня 1892)
- Яків (П'ятницький) (16 січня 1893 — 26 січня 1898)
- Димитрій (Ковальницький) (28 червня 1898 — 27 березня 1902)
- Платон (Рождественський) (3 червня 1902 — 8 червня 1907)
- Агапіт (Вишневський) (3 січня — 16 вересня 1908)
- Павло (Преображенський) (28 жовтня 1908 — 18 вересня 1911)

Ієрархія єпархії:
- Никодим (Кротков) (16 листопада 1911–1921)

#### Уманський вікаріат і єпархія
Установлений 25 березня 1874 року як вікаріат Київської єпархії й проіснував до кінця 1980-х років. З листопаду 1910 до 1930-х років був єпархією.
Ієрархія вікаріату Російської православної церкви:
- Філарет (Філаретов) (28 липня 1874 — 31 жовтня 1877) за іншими даними до 8 грудня
- Михайло (Лузін) (22 січня 1878 — 19 березня 1883)
- Полікарп (Розанов) (9 вересня 1884 — 2 квітня 1888)
- Іриней (Орда) (9 травня 1888 — 12 липня 1890)
- Анатолій (Станкевич) (12 липня 1890 — 29 вересня 1892)
- Яків (П'ятницький) (29 вересня 1892 — 16 січня 1893)
- Іоанникій (Надеждін) (21 лютого 1893 — 10 лютого 1896)
- Сергій (Ланін) (2 червня 1896 — 16 березня 1902)
- Агапіт (Вишневський) (7 квітня 1902 — 3 січня 1908)
- Феодосій (Олтаржевський) (3 січня 1908 — 13 серпня 1910)

Ієрархія єпархії Російської православної церкви та Українського екзархату:
- Димитрій (Вербицький) (13 листопада 1910–1921, 1924 — квітень 1930)
- Платон (Петров) (1921)
- Олександр (Чекановський) (1921–1922) перейшов в обновленство
- Макарій (Кармазін) (1922–1924)

Ієрархія вікаріату Українського екзархату:
- Священномученик Олександр (Петровський) (30 жовтня 1932 — 7 вересня 1933)
- Філарет (Лінчевський) (9 квітня 1934 — 5 листопада 1934)
- Димитрій (Маган) (бл. 1941)
- Нестор (Сидорук) (14 жовтня 1945 — 24 жовтня 1945)
вакантно (1945–1947)
- Нифонт (Сапожков) (січень 1947 — 18 листопада 1948)[2]
- Іларіон (Кочергін) (13 листопада 1949 — 22 липня 1950)
- Нестор (Тугай) (6 грудня 1953 — 11 листопада 1954) 
вакантно (1954–1970)
- Макарій (Свистун) (7 червня 1970 — 12 жовтня 1982)

#### Канівський вікаріат і єпархія
Створена 22 грудня 1884 року як вікаріатство Київської єпархії. Перший єпископ Канівський Сильвестр (Мальованський) до кінця свого служіння значився першим вікарієм Київської митрополії. 6 серпня 1914 вікаріат був перетворений на повноцінну єпархію, яка, утім, припинила існування під час гонінь на Церкву у 1933 році.
Ієрархія вікаріату:
- Сильвестр (Мальованський) (20 січня 1885 — 14 квітня 1906)
- Іннокентій (Ястребов) (29 червня 1906 — 11 липня 1914)

Ієрархія єпархії:
- Василь (Богдашевський) (6 серпня 1914–1919, 1926 — 10 березня 1933)

#### Черкаський вікаріат

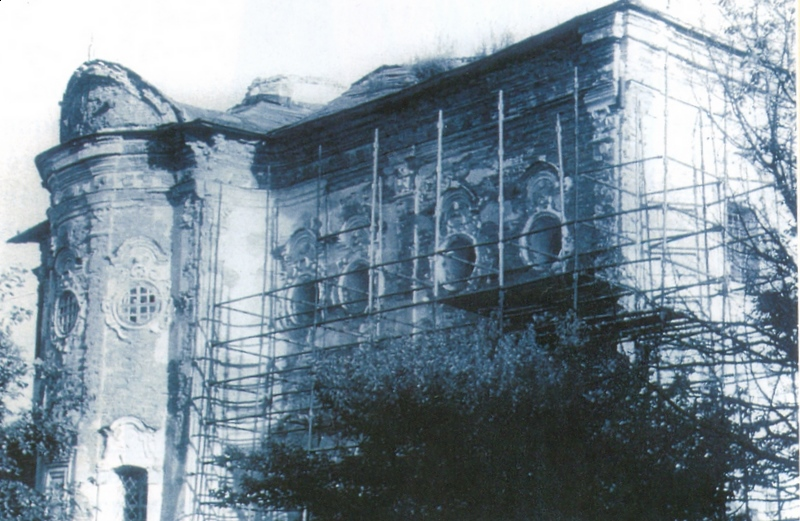
Руїни Преображенського собору Красногірського монастиря.

Черкаський вікаріат у складі Києївської єпархії був заснований 1910 року. До вікаріату відносилися парафії прилеглих до Черкас райони, тоді як Умань, Чигирин та Канів мали своїх вікаріїв. У 1910 року кафедру очолив єпископ Назарій (Блінов). До складу єпархії входили 173 парафії, що мали у своєму користуванні 82 типових і 91 пристосований храм. Канцелярія єпископа Назарія розташовувалася у приміщенні зведеного 1906 року подвор'я Свято-Онуфріївського Жаботинського чоловічого монастиря.
Війна і смута після 1917 року, а потім боротьба безбожної влади проти Церкви розладнали церковне життя регіону. Церкви і монастирі були закриті, кафедра єпископа передана обновленській общині. У 1921 році єпископ Назарій був відкликаний у Київ, а 16 лютого 1922 року єпархія була ліквідована, монастирське подвір'я з усіма будівлями крім церкви, за рішенням місцевої влади, передали під дитячий притулок. При цьому збереглися відомості про наступних Черкаських єпископів аж до 1930-х років. Як і всюди в СРСР, найбільше духовенства та віруючих піддавалися арештам, засланням та розстрілу під час гонінь 1930-1938 років.
Ієрархія єпархії:
- Назарій (Блінов) (31 січня 1910–1921)
- Миколай (Браїловський) (9 жовтня 1921–1923)
- Філарет (Лінчевський) (15 грудня 1923 — 26 травня 1932)

#### Звенигородський вікаріат
13 серпня 1921 року давня кафедра була відновлена як титул вікарія Московської єпархії. У 1974-1995 вікарні єпископи Звенигородські були представниками Російської православної церкви при патріархові Антиохійському.
Ієрархія:
- Миколай (Добронравов) (13 серпня 1921–1923)
- Филип (Гумілевський) (1927–1931)
вакантно
- Володимир (Котляров) (30 грудня 1962 — 30 березня 1964)
- Володимир (Сабодан) (9 липня 1966 — 28 листопада 1968)
вакантно
- Анатолій (Кузнєцов) (3 вересня 1974 — 16 листопада 1979)
- Валентин (Міщук) (16 листопада 1979 — 26 червня 1985)
- Миколай (Шкрумко) (21 липня 1985 — 23 березня 1987)
- Никандр (Коваленко) (7 серпня 1988 — 17 лютого 1997)

### Українська автокефальна православна церква
Після створення Української автокефальної православної церкви Василя Липківського в області до 1930-х років діяли її структури.
Також у 1942-1944 на території області діяла Українська автокефальна православна церква Полікарпа (Сікорського), що була частиною Польської православної церкви. Зокрема, тут були створені Уманська єпархія, яку очолював єпископ Ігор (Губа) (10 лютого 1942–1944) та Чигиринська, яку очолював єпископ Никанор (Абрамович) (9 лютого 1942 — 9 травня 1942). Остання згодом була реорганізована в Київську.

## Сучасність

### Українська православна церква (Московський патріархат)

Михайлівський кафедральний собор (Черкаси).

Український екзархат Російської православної церкви отримав незалежність і самостійність в управлінні у жовтні 1990 року й відтоді став називатися Українська православна церква. Ця церква є спадкоємницею екзархату, у її віданні залишилися усі монастирі і майже усі православні храми на території області. До 1992 року ця територія відносилася до Київської єпархії.
У липні 1992 року після 70-річної перерви в Черкасах було відновлено єпископську кафедру. Юрисдикція Черкаської єпархії поширювалася на всю Черкаську область. Правлячим архієреєм з титулом «Черкаський і Канівський» було призначено Преосвященного Софронія (Дмитрука). Владика Софроній відомий своїми патріотичними й проавтокефальними поглядами, він неодноразово виступав за канонічну автокефалію Української православної церкви, засуджував політичні псевдоправославні проросійські організації. Під час виборів 2010 року він дуже жорстко відгукнувся про кандидата в президенти Віктора Януковича.
8 травня 2008 року зі складу Черкаської була виділена самостійна Уманська єпархія. Після цього у складі Черкаської єпархії залишилися: місто Черкаси, Городищенський, Драбівський, Золотоніський, Кам'янський, Канівський, Катеринопільський, Корсунь-Шевченківський, Смілянський, Черкаський, Чигиринський, Чорнобаївський, Шполянський райони. У складі Уманської: Жашківський, Звенигородський, Лисянський, Маньківський, Монастирищенський, Тальнівський, Уманський, Христинівський райони. Кафедральний собор Черкаської — на честь Різдва Богородиці у Черкасах. Уманської — Миколаївський в Умані. Уманську єпархію нині очолює єпископ Уманський і Звенигородський Антоній (Боровик).
У 2000 році Черкаська єпархія налічувала 320 парафій і 5 монастирів, у 2004—411 парафій, 224 священнослужителя (220 священиків і 4 диякона). Станом на 1 січня 2010 Українська православна церква мала на території області 2 єпархії, 528 парафій, 6 монастирів із 227 ченцями і черницями, 243 священнослужителя, 118 недільних шкіл, 4 періодичні видання. Згідно з офіційним сайтом Української православної церкви монастирів у області дев'ять.
Монастирі Черкаської єпархії:
- Красногірський монастир на честь Покрова Божої Матері, жіночий, село Бакаївка
- Жаботинський монастир на честь преподобного Онуфрія Великого, чоловічий, село Чубівка
- Монастир на честь святителя Миколая Чудотворця, жіночий, село Лебедин
- Мотронинський монастир на честь Святої Трійці, жіночий, село Мельники
- Монастир на честь преподобного Онуфрія Великого, чоловічий, село Гарбузин
- Монастир на честь Різдва Пресвятої Богородиці, чоловічий, місто Черкаси
- Монастир на честь ікони Божої Матері «Ігуменя Афонської Гори», жіночий, село Роги

Монастирі Уманської єпархії:
- Монастир на честь святого великомученика Георгія Переможця, жіночий, село Кочержинці

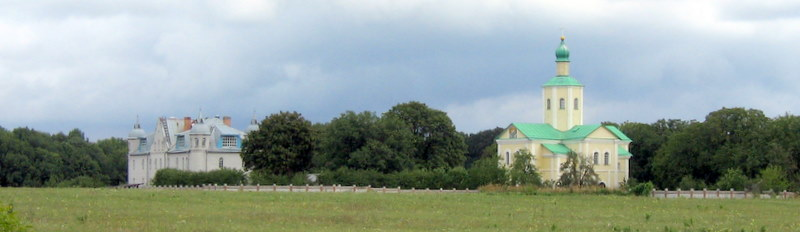
Красногірський монастир, 2007 рік.

### Православна церква України
На території області знаходиться Черкаська єпархія ПЦУ, яку очолює архієпископ Черкаський і Чигиринський Іоанн (Яременко). Кафедральним храмом єпархії є Свято-Троїцький кафедральний собор Черкас.
Станом на 1 січня 2010 року Українська православна церква Київського патріархату мала на території області одну єпархію, 167 парафій, жодного монастиря, 84 священнослужителя, 33 недільні школи, 1 періодичне видання. Станом на 1 січня 2010 року Українська автокефальна православна церква мала одну єпархію, 54 парафії із 19 священнослужителями та 10 недільних шкіл.

### Інші православні релігійні організації
У 2010 році одну громаду мали старообрядці (білокриницька згода) та ще дві інші православні релігійні організації.

## Святі і святині Черкащини
Найвідоміші православні святі регіону:
- Священномученик Макарій Переяславський і Канівський, загинув від рук турецьких загарбників
- Мученик Даниїл Мліївський (Черкаський), закатований за відмову прийняти унію
- Святитель Софроній Іркутський, духовний вихованець Красногірського монастиря, єпископ і просвітитель Сибіру
- 144 новомученика і сповідника Черкаських, які постраждали від безбожного комуністичного режиму

Мощі найшанованішого святого Черкащини — преподобномученика Макарія (Токаревського), закатованого турецькими загарбниками у 1678 році, з 1965 року спочивають у Черкасах. Нині вони доступні для поклоніння у Свято-Михайлівському кафедральному соборі, що в колишньому Першотравневому парку. Дні пам'яті св. Макарія — 26 травня і 20 вересня. У Михайлівському соборі можна поклонитися з молитвою часточкам мощей найшанованіших у православному світі святих — апостола Андрія, Юрія (Георгія) Змієборця та інших.
Лебединський монастир на Шполянщині нещодавно став місцем спочинку мощей преподобносповідника Авакума (Старова), якого називають останнім старцем землі Черкаської. Святий Авакум — один із черкаських святих, які постраждали від комуністичного безбожного режиму. Пройшовши сталінські катівні, він Божим промислом залишився живим і продовжував священицьке служіння аж до мирної смерті у 1970-ті роки.
У Казанському соборі Чигирина покояться мощі ігумені місцевого Свято-Троїцького монастиря святої Рафаїли (Тартацької), причисленої до сонму Новомучеників і сповідників Черкаських. У 1920-х роках її по-звірячому замучили місцеві активісти на чолі з дільничним міліціонером. Молитви матушки Рафаїли та її духовних сподвижниць явили справжнє чудо ще за життя ігумені: коли вбивці хотіли спалити її заживо, прив'язавши до дерева і обклавши сіном, розпочався сильний дощ, який загасив полум'я. Тоді шестеро катів вивезли святу на стару скотобійню, піддали її страшним тортурам і нарузі, і ще живою закопали.
У Свято-Воскресенському храмі села Безпальче, що на Драбівщині, можна вклонитися часточці мощей святого Іоанна Шанхайського і Сан-Францискського. Святитель Іоанн (Максимович) після революції опинився в еміграції. Будучи єпископом, він багато молився, навіть у сильний мороз ходив босоніж, ніколи не спав у ліжку, щодня служив літургію і відвідував хворих у лікарнях. Ще за життя св. Іоанн прославився прозорливістю, цілительством та іншими чудесами.
Крім мощей святих, Черкащина багата й іншими святинями. Є й ікони, які вважаються чудотворними. У черкаському Свято-Михайлівському соборі можна помолитися перед іконою великомученика і цілителя Пантелеймона, яка славиться зціленнями недужих, а у Свято-Преображенській церкві села Мошни (Черкаський район) зберігається список чудотворної Сухокалигірської (Байбузівської) ікони Божої Матері.

### Сайти
- (рос.) Каневская епархия (Древо)[недоступне посилання з липня 2019]
- Офіційний сайт Черкаської єпархії УПЦ МП
- (рос.) Звенигородская епархия (Древо)[недоступне посилання з липня 2019]
- Історія Черкаської області
- Офіційний сайт Черкаської єпархії УПЦ КП
- Степанов, Максим. Святині Черкащини (2009)[недоступне посилання з липня 2019]
- (рос.) Уманская епархия (Древо)[недоступне посилання з липня 2019]
- (рос.) Черкасская епархия (Древо)[недоступне посилання з червня 2019]
- (рос.) Чигиринская епархия (Древо)[недоступне посилання з липня 2019]
- Мережа церков і релігійних організацій в Україні станом на 1 січня 2010 року[недоступне посилання з червня 2019]